# Skupina AUVA
Skupina AUVA (Andrejovy Účtenky Vrátíme Andrejovi) vznikla původně v roce 2017 jako protest proti zavedení Elektronické evidenci tržeb. Její iniciátoři vyzývali obchody ke svozům účtenek, které zákazníci nechtěli, aby je pak najednou předali tehdejšímu ministru financí Andreji Babišovi. Protesty postupně přešly od účtenek, přes spanilé jízdy kolem Čapího hnízda, až k mnoha masovým demonstracím s účastí až desítek tisíc osob.